# Erwin Piscator

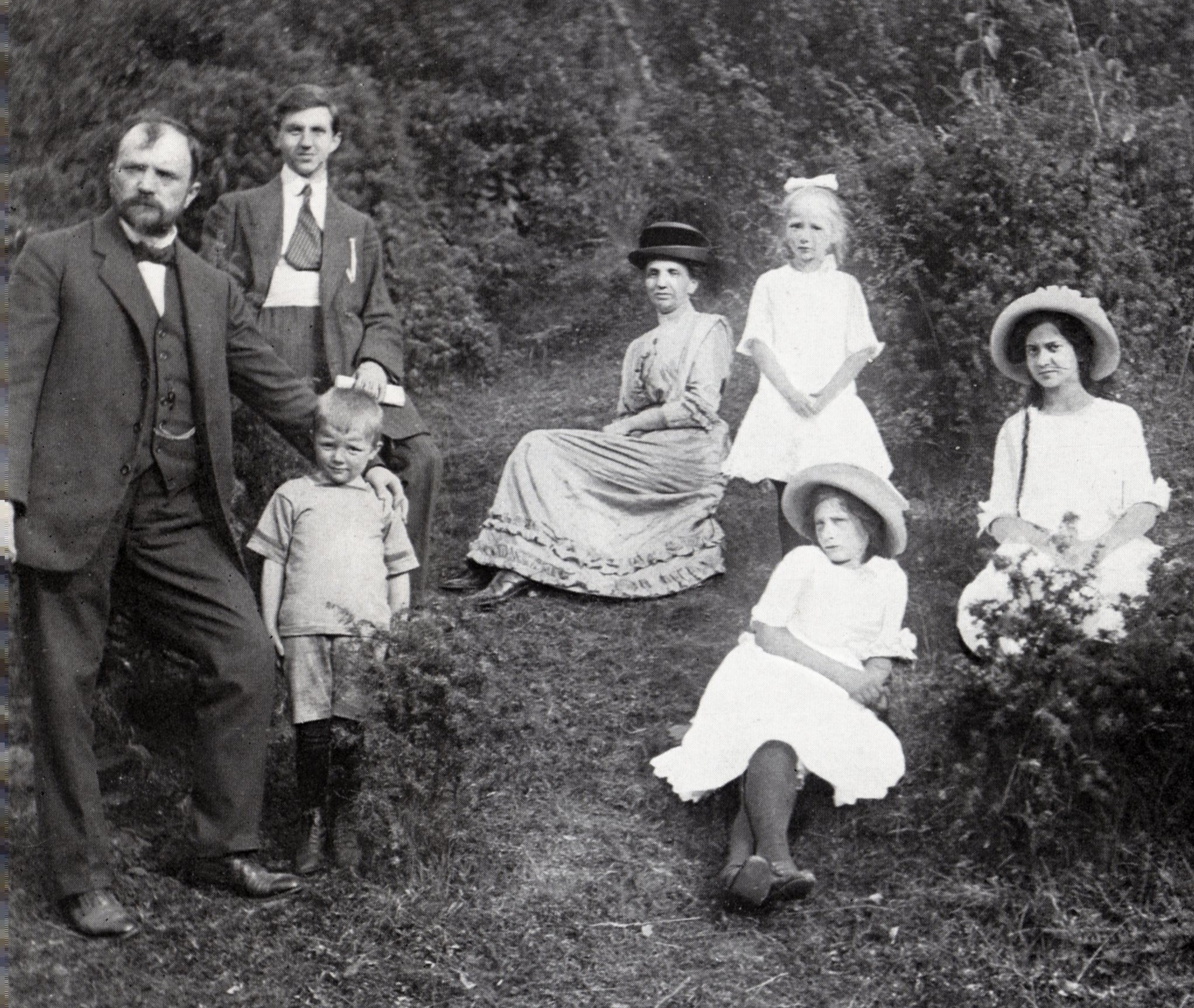
Familiefoto van Erwin Piscator (2e van links)

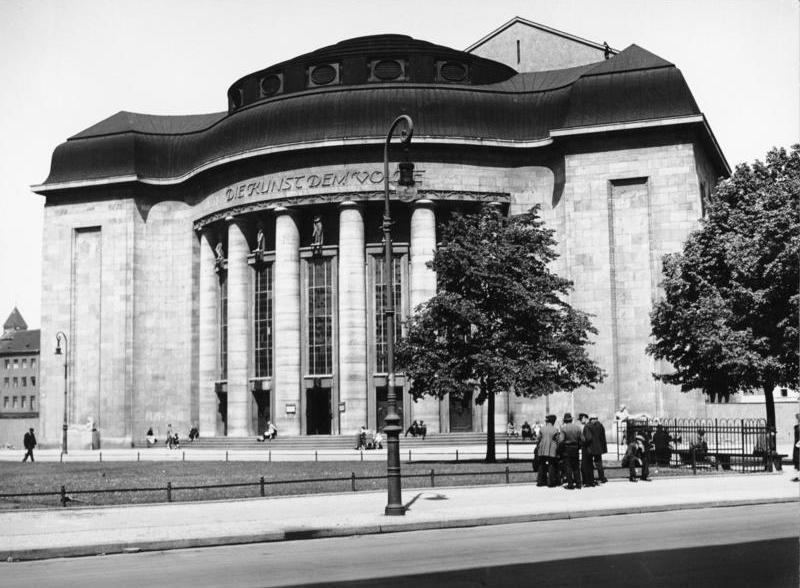
De Volksbühne Berlin, de locatie van zijn eerste successen als regisseur in 1924

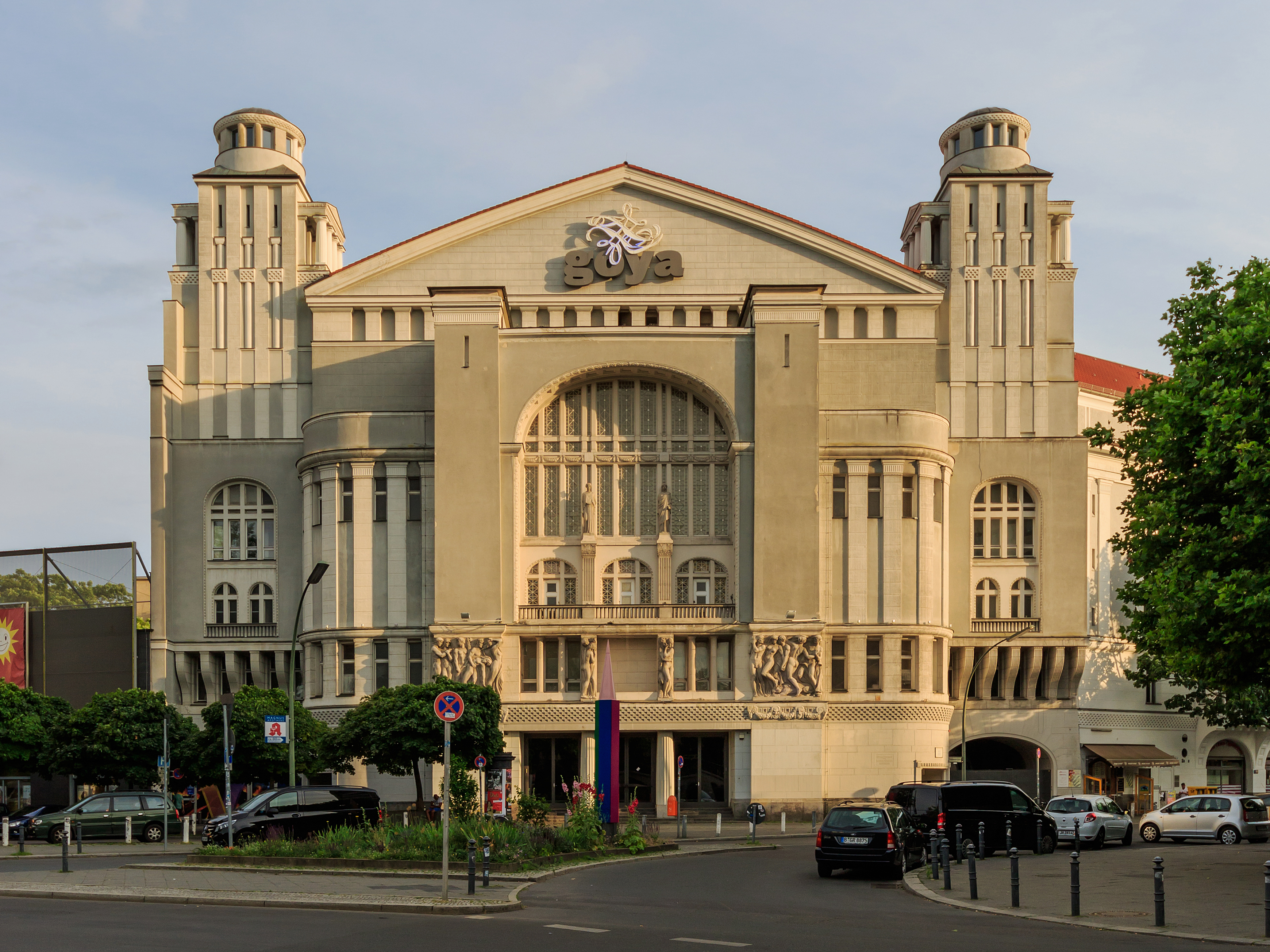
De Piscator-Bühne in Berlijn (1927–29), voordien: Neues Schauspielhaus

Erwin Piscator in 1931

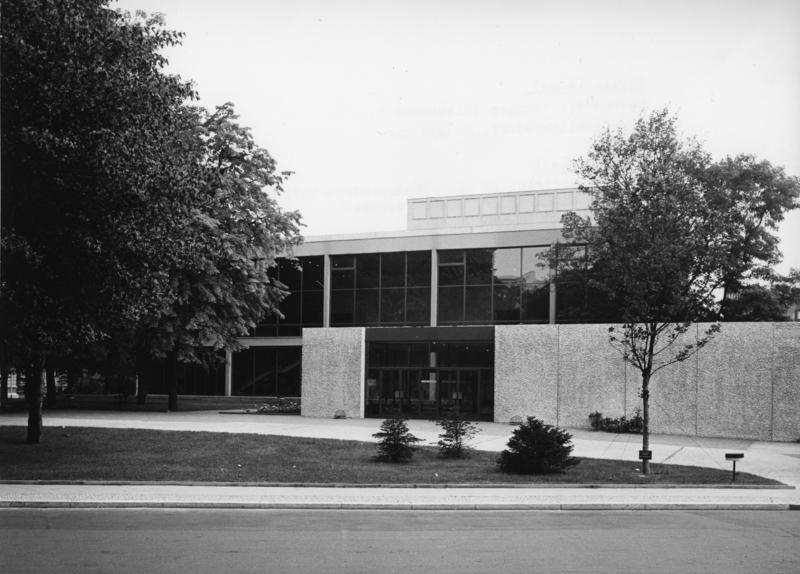
Freie Volksbühne Berlin

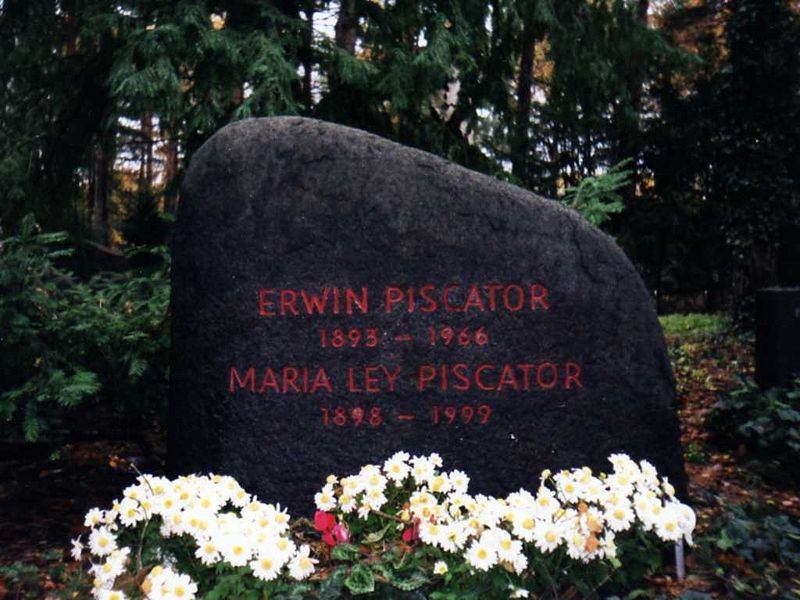
De grafsteen van Erwin Piscator en Maria Ley op de begraafplaats Waldfriedhof Zehlendorf, Berlijn

Erwin Friedrich Maximilian Piscator (Ulm, nu: Greifenstein, 17 december 1893 – Starnberg, 30 maart 1966) was een Duitse toneelregisseur en theaterproducent. Hij was samen met Bertolt Brecht een van de meest vooraanstaande exponenten van het episch theater, waarin veelal de sociale en politieke stellingname op de voorgrond staat.
Ten tijde van de Weimarrepubliek behoorde hij tot de avant-garde van het toneel en onderzocht uitgebreid de nieuwe mogelijkheden van de theatertechniek, zoals filmprojecties en bewegende decorstukken. Tussen 1927 en 1931 dreef hij in Berlijn drie theaters die als Piscator-Bühnen aangeduid werden. Hier maakte hij politiek theater dat bij het publiek wisselende reacties teweegbracht en veel discussie losmaakte.
Hij moest vanwege de nazi-dictatuur voor en tijdens de Tweede Wereldoorlog uitwijken naar het buitenland en reisde naar Rusland, Frankrijk en ten slotte naar de Verenigde Staten.
In de jaren 50 keerde hij terug naar Duitsland en deed met theaterstukken die het nog recente nazi-verleden als thema actualiseerden opnieuw van zich spreken. Zijn oeuvre omvat naast theaterproducties ook speelfilms, hoorspelen en geschriften.

## Levensloop

### Jeugd en Eerste Wereldoorlog
Piscators vader was zakenman en een ver familielid van Johannes Piscator (1546 – 1625), een protestantse theoloog die in 1600 een belangrijke Bijbelvertaling had uitgebracht. In Marburg bezocht Piscator het Gymnasium Philippinum, waarna hij studeerde aan de Ludwig Maximilians-Universiteit in München (Duits, filosofie en kunstgeschiedenis). Hij volgde bij Arthur Kutscher, een van de grondleggers van de theaterwetenschap, hetzelfde college over de geschiedenis van het theater als later Bertolt Brecht zou doen.
In 1914 begon hij met toneelspelen in een kleine onbezoldigde rol onder Ernst von Possart aan de Hofbühne in München, dat sedert 1896 als een van de eerste theaters was uitgerust met een draaibaar podium.
Tijdens de Eerste Wereldoorlog deed hij vanaf 1915 dienst aan het westelijk front en ontwikkelde hij een sterke afkeer van militarisme en oorlogsvoering, die hij de rest van zijn leven zou behouden. In 1915 en 1916 publiceerde hij naar aanleiding van zijn ervaringen enkele bittere gedichten in het expressionistische literaire tijdschrift Die Aktion. Na veldslagen en een ziekenhuisopname werd hij ingedeeld bij een toneelgroep van het leger. In 1918, toen de wapenstilstand was getekend, hield hij in Hasselt een toespraak voor een nieuw comité van revolutionaire soldaten. In 1919 trad hij in het huwelijk met de schrijfster en actrice Hildegard Jurczyk.

### Eerste successen tijdens de Weimarrepubliek
Na de oorlog vestigde hij zich in Berlijn en vervolgde zijn studies aan de Friedrich-Wilhelms-Universität, en maakte deel uit van de groep dadaïsten rondom George Grosz en John Heartfield. Na de Novemberrevolutie sloot hij zich aan bij de Communistische Partij.
Met de schrijver Hans Rehfisch richtte hij in Berlijn het 'Proletarisch Volkstoneel' op in een theater aan de Alte Jacobsstrasse, dat met de Volksbühne ging concurreren. Hier werden in 1920-21 werken opgevoerd van Maksim Gorki, Romain Rolland en Leo Tolstoj.
Van 1924 tot 1927 was hij intendant aan de Volksbühne en daarna van zijn eigen Piscator-Bühne, gevestigd in het voormalige Neues Schauspielhaus aan de Nollendorfplatz. Hier maakte hij politiek propagandatheater, dat met uitbundige speciale effecten de belangstelling van het publiek wekte. In 1926 bracht hij in het Preußisches Staatstheater een gemoderniseerde versie van Friedrich Schillers Die Räuber, die controverse opriep vanwege de radicale aanpassing. Aan het eind van het stuk was bijvoorbeeld de Internationale te horen. Ook ensceneerde hij in 1928 een bewerking van De lotgevallen van de brave soldaat Švejk van Jaroslav Hašek. Door Bertold Brecht, die hierbij betrokken was, werd deze productie later omschreven als een montage van de roman.
In 1929 publiceerde Piscator zijn theorie van het episch theater: Das politische Theater. Het werk belicht de grondslagen van het politieke theater, die volgens hem in die tijd nog steeds onvoldoende begrepen werden. In 1930 werd het manifest vertaald in het Spaans en het jaar daarop in het Japans, waarop nog vele vertalingen volgden. Het origineel werd in 1962 heruitgegeven.
In 1931 moest de derde Piscator-Bühne sluiten wegens financiële problemen na de beurskrach van 1929. Zijn eerste huwelijk was in 1930 in wederzijdse overleg ontbonden en Piscator week uit naar Rusland. Daar werkte hij tot 1934 voor de productiemaatschappij Meschrabpom aan de enige speelfilm die hij ooit produceerde, Der Aufstand der Fischer, naar een roman van Anna Seghers. Dit was een vroege geluidsfilm, waarin een dramatische confrontatie van stakende vissers met militaire machthebbers wordt uitgebeeld. Piscator gebruikte voor deze film een bewegende camera, hetgeen door Sergej Eisenstein werd verworpen.
Hoewel hij in 1935 een aanbod kreeg van Joseph Goebbels om weer in Berlijn te komen werken, verhuisde hij naar Frankrijk, nadat hij wegens 'trotskisme' was verhoord door de Stalinistische autoriteiten. In 1937 trad hij in Parijs in het huwelijk met de welgestelde en hoogopgeleide danseres Maria Ley, waarbij Berthold Brecht getuige was.
In 1939 vestigden zij zich in New York, waar hij een cursus voor theater inrichtte aan de The New School for Social Research. De colleges in zijn Dramatic Workshop werden bijgewoond door personen als Beatrice Arthur, Harry Belafonte, Marlon Brando, Tony Curtis, Walter Matthau, Rod Steiger, Elaine Stritch en Tennessee Williams. Onder de medewerkers waren Stella Adler, Erich Leinsdorf, Lee Strasberg en Carl Zuckmayer.

### Na de Tweede Wereldoorlog
Na de Tweede Wereldoorlog week Piscator in 1951 uit voor het mccarthyisme en keerde terug naar Duitsland, terwijl zijn vrouw in Amerika bleef wonen. Hij hield aanvankelijk zijn hoofd boven water door in verschillende theaters als gastintendant te werken.
In 1953 ontving hij de Goethe-Plakette van het Hessische ministerie voor wetenschap en kunst. In 1956 was hij mede-oprichter en voorzitter van de Deutsche Akademie der Darstellenden Künste. In 1958 ontving hij, ter gelegenheid van zijn 65e verjaardag, het Grote kruis van verdienste.
Vanaf 1962 tot zijn overlijden was hij artistiek leider van de Freie Volksbühne Berlin, waar hij opnieuw controversiële stukken produceerde, zoals Der Stellvertreter naar Rolf Hochhuth, over de rol van de katholieke kerk onder paus Pius XII ten tijde van de Holocaust. Het volgende stuk, Die Ermittlung, naar een werk van Peter Weiss met muziek van Luigi Nono, behandelde de eerste Auschwitzprocessen. Het werd aanvankelijk opgevoerd in veertien Duitse theaters en in Londen, en daarna ook in Amsterdam, Moskou, New York, Praag, Stockholm en Warschau.
Tijdens de voorbereidingen van zijn laatste project, Der Aufstand der Offiziere, naar Hans Hellmut Kirst, werd hij door ziekte getroffen, waarna hij in 1966 overleed in een sanatorium aan de Starnberger See. Zijn lichaam werd bijgezet in een eregraf op de begraafplaats Waldfriedhof Zehlendorf in Berlijn. Zijn erfenis werd in ere gehouden door Maria Ley, die na zijn vertrek uit New York de Dramatic Workshop had voortgezet en na zijn overlijden de Erwin-Piscatorstichting oprichtte.

## Resonantie
- Zijn theaterbewerking van Oorlog en Vrede van Lev Tolstoj werd sinds 1955 in vijftien verschillende landen opgevoerd.
- Het stadhuistheater van Marburg werd in 1969 'Erwin-Piscator-Haus' gedoopt. Het gebouw wordt tussen 2013 en 2015 grootscheeps gemoderniseerd.
- De beeldhouwer Hermann zur Strassen maakte een portretbuste van hem voor het Schillertheater in 1958-59.
- In Catania in Sicilië werd in 1972 een theater naar hem genoemd.
- De Schot Eduardo Paolozzi maakte in 1980 een beeld als hommage aan Erwin Piscator dat geplaatst werd bij het Station London Euston in Engeland.
- In New York wordt sinds 1986 een jaarlijkse Piscator-prijs uitgereikt ter herinnering aan hem en zijn (tweede) echtegenote Maria Ley (1898 – 1999).
- Zijn streven naar politiek en spectaculair totaaltheater was van invloed op latere generaties, die nu vrij algemeen gebruikmaken van multimedia voor dramatische effecten en soms zelfs het klassieke podium willen afschaffen, zoals de groep Living Theatre.[6]

## Afbeeldingen

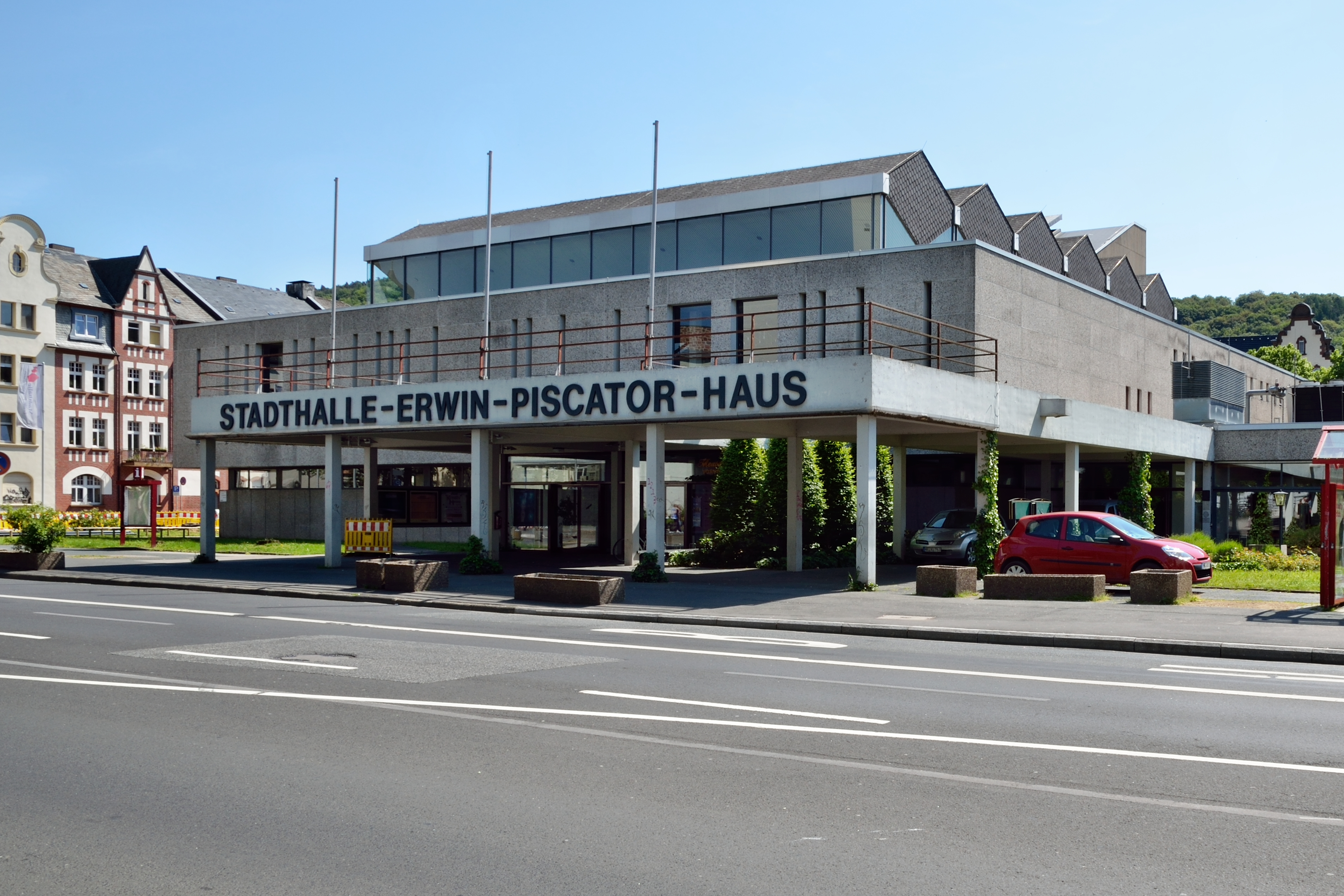
Voormalig stadhuis - Erwin-Piscator-Haus in Marburg
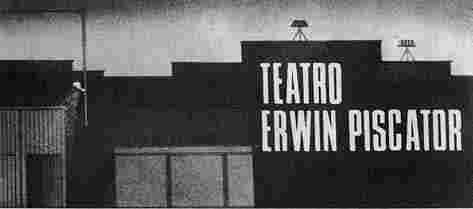
Teatro Piscator in Catania, Sicilië
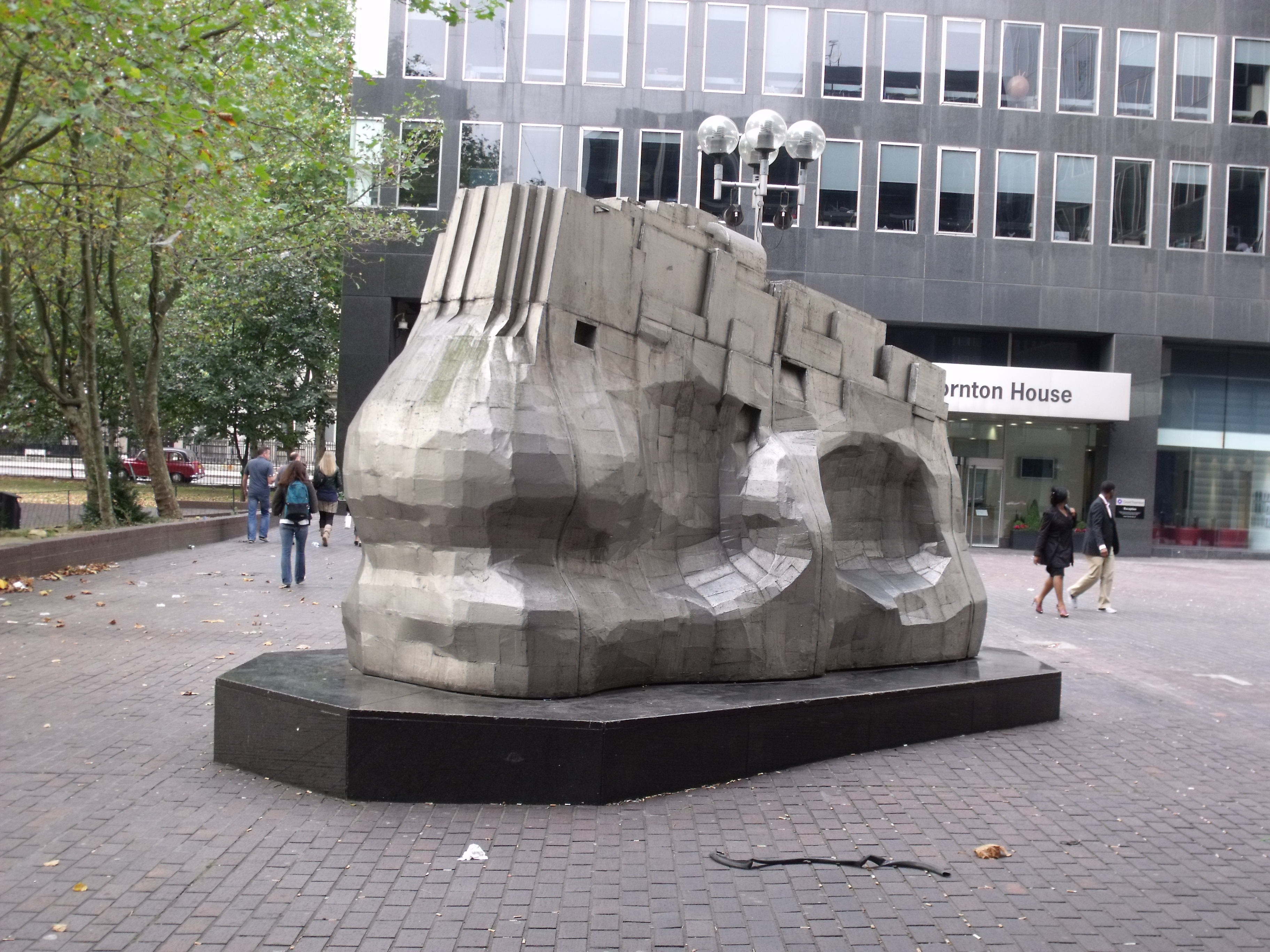
Eduardo Paolozzi: Erwin Piscator, Londen
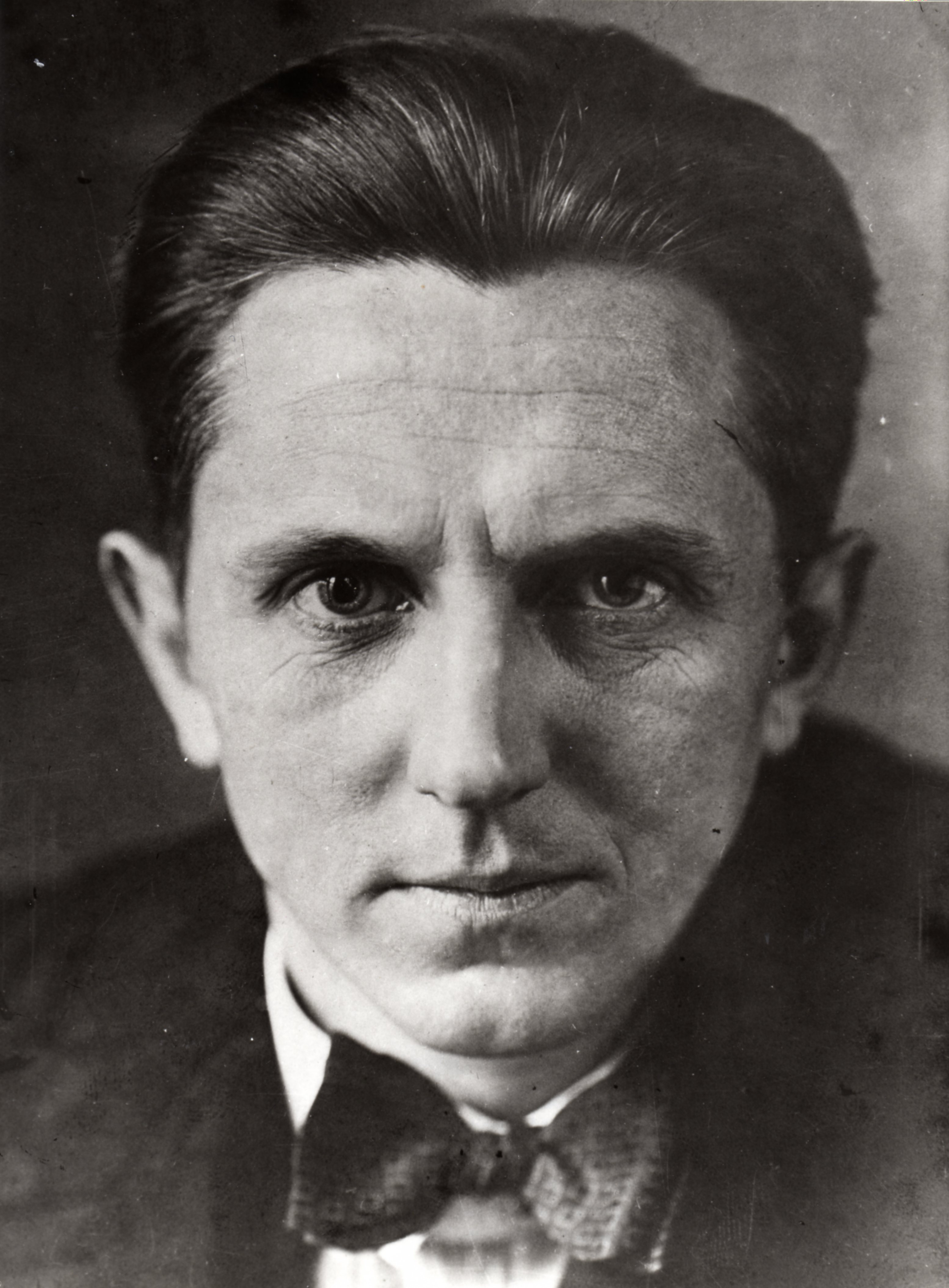
Erwin Piscator als 24-jarige (circa 1917)

## Theaterproducties
- 1924: Alfons Paquet, Fahnen (Volksbühne Berlijn, 26 mei 1924)
- 1924: Revue Roter Rummel (Berliner Säle, 22 november 1924)
- 1925: Trotz alledem! Historische Revue (Großes Schauspielhaus Berlijn, 12 juli 1925)
- 1926: Alfons Paquet, Sturmflut (Volksbühne, 20 februari 1926)
- 1926: Friedrich Schiller, Die Räuber (Preußisches Staatstheater Berlin, 11 september 1926)
- 1927: Ehm Welk, Gewitter über Gottland (Volksbühne, 23 maart 1927)
- 1927: Ernst Toller, Hoppla, wir leben (Piscator-Bühne Berlijn, 3 september 1927)
- 1927: Leo Tolstoj en Pawel Schtschegolew, Rasputin, die Romanows, der Krieg und das Volk, das gegen sie aufstand (Piscator-Bühne, 12 november 1927)
- 1928: Max Brod en Hans Reimann, Die Abenteuer des braven Soldaten Schwejk (Piscator-Bühne, 23 januari 1928)
- 1928: Leo Lania, Konjunktur (Piscator-Bühne im Lessingtheater (Berlijn), 8 april 1928)
- 1929: Walter Mehring, Der Kaufmann von Berlin (Zweite Piscator-Bühne, 6 september 1929)
- 1942: Gotthold Ephraim Lessing, Nathan the Wise (Belasco Theatre, Broadway, april 1942)
- 1944: Irving Kaye Davis, The Last Stop (Ethel Barrymore Theatre, Broadway, september 1944)
- 1952: Gotthold Ephraim Lessing, Nathan der Weise (Schauspielhaus Marburg, 14 mei 1952)
- 1954: Arthur Miller, Hexenjagd (Nationaltheater Mannheim, 20 september 1954)
- 1955: Lev Tolstoj, Krieg und Frieden (Schillertheater Berlijn, 20 maart 1955)
- 1957: Friedrich Schiller, Die Räuber (Nationaltheater Mannheim, 13 januari 1957)
- 1962: Bertolt Brecht, Flüchtlingsgespräche (Münchner Kammerspiele, premiere: 15 februari 1962)
- 1962: Gerhart Hauptmann, Atriden-Tetralogie (Theater am Kurfürstendamm, 7 oktober 1962)
- 1963: Rolf Hochhuth, Der Stellvertreter (Theater am Kurfürstendamm, 20 februari 1963)
- 1963: Romain Rolland Robespierre (Freie Volksbühne Berlijn, 1 mei 1963)
- 1964: Heinar Kipphardt, In der Sache J. Robert Oppenheimer (Freie Volksbühne Berlin, 11 oktober 1964)
- 1965: Peter Weiss, Die Ermittlung (Freie Volksbühne Berlijn, 19 oktober 1965)

## Film, televisie en hoorspelen
films
- Der Aufstand der Fische, naar: Anna Seghers (UdSSR: Meschrabpom 1934)
- Im Räderwerk, naar: Jean-Paul Sartre (Hessischer Rundfunk, 1956)

hoorspelen
- Heimkehr, naar: Ilse Langner (Nordwestdeutscher Rundfunk, 1953)
- Gas, naar: Georg Kaiser (Hessischer Rundfunk, 1958)
- Göttinger Kantate, naar: Günther Weisenborn (Süddeutscher Rundfunk, 1958)
- Der Stellvertreter, naar: Rolf Hochhuth (Hessischer Rundfunk, 1963)

tv-documentaires over Piscator
- Ein Mann namens Pis, regie: Rosa von Praunheim, 1991
- Porträt des berühmten Theaterregisseurs Erwin Piscator, regie: Ulf Kalkreuth, ORB, Potsdam 1993
- Der Revolutionär – Erwin Piscator auf der Weltbühne. regie: Barbara Frankenstein, Rainer K.G. Ott, SFB, Berlin 1988
- Weltbühne Berlin – die zwanziger Jahre, regie: Irmgard v.z. Mühlen. Chronos, Berlin 1991